# Mycerinus
Mycerinus  (лат.) — род растений семейства Вересковые.

## Ареал
Виды рода Mycerinus встречаются на Гвианском нагорье в Гайане на высоте 1300—2700 м над уровнем моря.

## Биологическое описание
Кустарники с узкими листьями. Цветки 1—2 см длиной. Плоды красновато-фиолетовые.

## Виды
Род включает в себя следующие виды:
- Mycerinus chimantensis Maguire, Steyerm. & Luteyn
- Mycerinus sclerophyllus A.C.Sm.
- Mycerinus viridiflorus Steyerm. & Maguire